# Forste

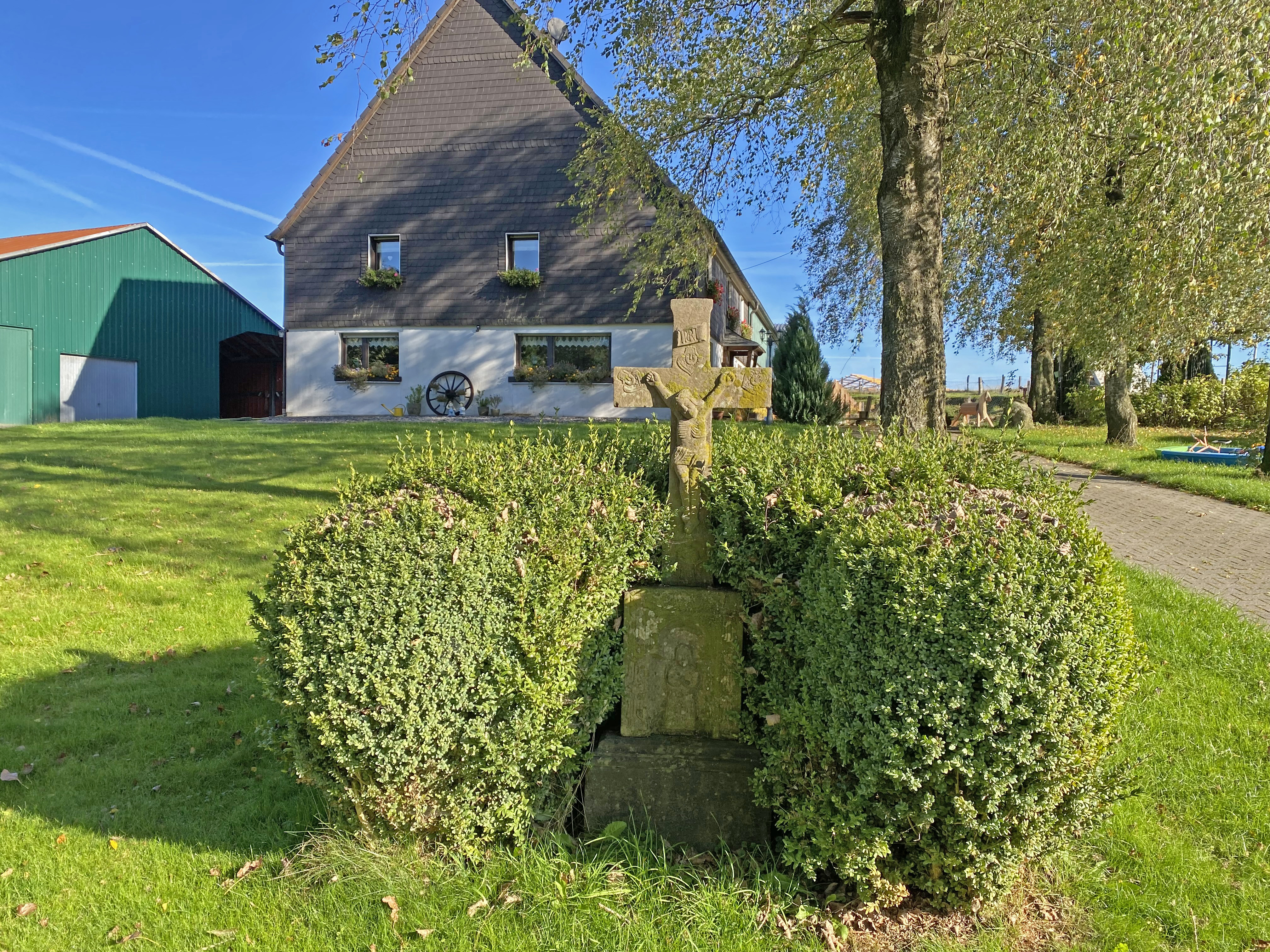
Wegekreuz (1760)

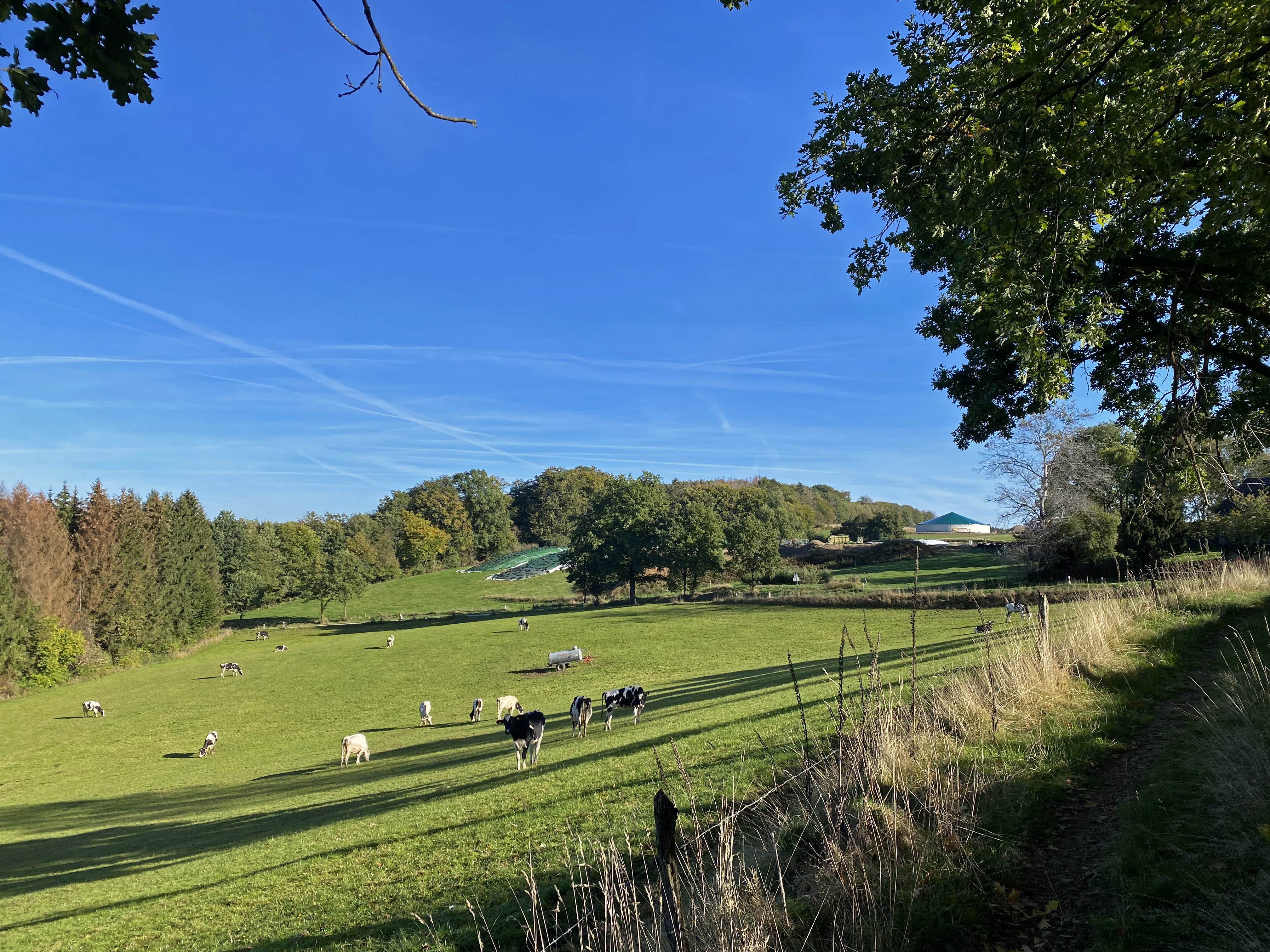
Landschaft bei Forste

Forste ist eine Ortschaft von Wipperfürth im Oberbergischen Kreis im Regierungsbezirk Köln in Nordrhein-Westfalen (Deutschland).

## Lage und Beschreibung
Die Ortschaft liegt im Nordosten nahe der Stadtgrenze zu Halver. Nachbarorte sind Vossebrechen, Vorst, Kreuzberg und Gardeweg. Am südwestlichen Ortsrand entspringt der in die Neye mündende Forster Bach.
Politisch wird der Ort durch den Direktkandidaten des Wahlbezirks 11 (110) Kreuzberg im Rat der Stadt Wipperfürth vertreten.

## Geschichte
1410 wird Forste in einer Verpachtungsurkunde der Kanoniker aus St. Gereon mit der Ortsbezeichnung Nedervorst erstmals genannt. Die Karte Topographia Ducatus Montani aus dem Jahre 1715 zeigt einen Hof und bezeichnet diesen mit Forst. Auf der Karte Topographische Aufnahme der Rheinlande von 1825 steht Nied. Forste geschrieben.  Ab der Preußischen Uraufnahme von 1840 bis 1844 wird die heute gebräuchliche Bezeichnung Forste verwendet. Vor dem Hof Forste 2 steht ein altes Wegekreuz aus dem Jahr 1760, dass die städtische Baudenkmalliste unter Nr. 26 listet.
Nachgewiesen ist im Westen des Ortes eine von Wuppertal-Elberfeld bis nach Marienheide-Krommenohl verlaufende Landwehrlinie. Diese Bergische Landwehr sicherte das Bergische Territorium vor Einfällen aus dem Märkischen.

## Busverbindungen
Über die im Nachbarort Kreuzberg gelegene Bushaltestelle Kloster der Linie 338 (VRS/OVAG) ist eine Anbindung an den öffentlichen Personennahverkehr gegeben.

## Wanderwege
Der vom SGV ausgeschilderte Rundwanderweg A2, der Hauptwanderweg X7 Residenzenweg und der Halveraner Rundweg führen durch den Ort.